# Roy Cohn
Pour les articles homonymes, voir Cohn.
Roy Cohn, né le 20 février 1927 à New York et mort le 2 août 1986 dans la banlieue de Washington, est un avocat américain.
Il acquiert sa notoriété lors des enquêtes lancées par le sénateur Joseph McCarthy. De 1974 à 1986, il est le conseiller juridique de Donald Trump et de son père.

## Biographie

### Famille et formation
Né dans une famille juive aisée du Bronx, à New York, Roy Marcus Cohn est le fils unique d'un juge, Albert C. Cohn (1885-1959) et d'une mère Dora très protectrice, (née Marcus ; 1892-1967).
Après la crise de 1929, son oncle est incarcéré et Roy va régulièrement le voir à la prison de Sing Sing.
Diplômé en droit de l'université Columbia, il devient assistant du procureur fédéral.

### Carrière

#### Années 1950
Lors de l'affaire Rosenberg, c'est Cohn qui conduit l'interrogatoire de David Greenglass : il obtient de celui-ci qu'il reconnaisse la responsabilité de sa sœur, Ethel Rosenberg, dans une affaire d'espionnage pour le compte des Soviétiques. Bien que rétracté, cet aveu sera déterminant dans la condamnation à mort des époux Rosenberg.
Durant la chasse aux sorcières menée dans les années 1950 par le sénateur Joseph McCarthy, il est le conseiller juridique et, selon certains commentateurs, le « cerveau » de ce dernier,.

#### Années 1970-80
De 1974 à 1986, il est le conseiller juridique de Donald Trump et de son père. Ils s'étaient rencontrés dans les années 1970, mus par la même volonté d'intégrer la bonne société new-yorkaise, où ils n'étaient guère considérés, malgré l'aisance de leurs familles respectives.
Certains commentateurs attribuent à l'influence qu'il exerça sur Donald Trump le mépris affiché par celui-ci, y compris durant sa présidence, pour les institutions de l'État, en particulier la Justice, et l'État de droit. Dans une interview accordée à Newsweek en 1979, Trump dit de lui : « Si vous avez besoin de quelqu'un qui peut devenir brutal contre vos opposants, vous faites appel à Roy,. »

Conseiller juridique de nombreuses personnalités new-yorkaises, finalement devenu un membre actif de la vie mondaine de la ville, il use de méthodes très critiquées pour attaquer les adversaires de ses clients, se concentrant à les détruire psychologiquement et à systématiquement contre-attaquer en les accusant,. L'auteur Sam Roberts résume ainsi sa stratégie : 

« Premièrement, ne transigez jamais, n'abandonnez jamais ; deuxièmement, contre-attaquez immédiatement ; troisièmement, peu importe ce qui arrive, peu importe à quel point vous êtes dans la mouise, revendiquez toujours la victoire. »

Il a été également un avocat de la mafia, notamment de Carmine Galante et de John Gotti.
C'est également lui qui assure la défense des propriétaires d'une fameuse boîte de nuit, le Studio 54 à New York, accusée de fraude fiscale[réf. souhaitée].

### Mort
Après avoir condamné publiquement l'homosexualité, alors qu'il avait lui-même des relations homosexuelles, Roy Cohn meurt du sida en 1986, malgré les traitements qu'il reçoit en AZT en soudoyant les chercheurs pour obtenir le vrai traitement et non le placebo ; et ce, même s'il affirme publiquement jusqu'au bout qu'il s'agit d'un cancer du foie.

## Dans la culture
- Citizen Cohn (téléfilm) de Frank Pierson, 1992, avec James Woods dans le rôle-titre.
- Angels in America, pièce de théâtre en deux parties de Tony Kushner, 1991/1992, adaptée par la suite à la télévision et à l'opéra.
  - Angels in America, mini-série de Mike Nichols, HBO, 2003, avec Al Pacino dans le rôle de Roy Cohn (alors mourant du sida).
- Roy Cohn/Jack Smith de Jill Godmilow, 1994, avec Ron Vawter dans les rôles de Roy Cohn et de l'artiste et cinéaste Jack Smith (mort du sida en 1989)[13].
- Billie Holiday, une affaire d'État, film de Lee Daniels, 2021, interprété par Damian Joseph Quinn.
- Fellow Travelers, minisérie, 2023, interprété par Will Brill (en).
- The Apprentice, film de Ali Abbasi, 2024, interprété par Jeremy Strong.